# Temporada de huracanes del Pacífico de 2008
La temporada de huracanes del Pacífico de 2008 fue un evento en curso en el ciclo anual de formación de ciclones tropicales. Comenzó de manera oficial el 15 de mayo de 2008 en el Pacífico Nor-Oriental y el 1 de junio en el Pacífico Central, finalizando el 30 de noviembre de 2008.

## Pronósticos para la temporada
El 22 de mayo de 2008, El NOAA emitió su pronóstico para las temporadas de huracanes del Pacífico Central y del Este de 2008. Ellos predijeron un nivel de bajo a normal en la actividad del Pacífico Este, con 11 a 16 tormentas nombradas, de las cuales 5 a 8 podrían formarse a huracanes, y 1 a 3 a huracanes mayores.
El océano Pacífico Central también prevén que sea ligeramente debajo de la actividad promedio, con tres a cuatro ciclones tropicales esperados a formarse o cruzar en el área.

## Ciclones tropicales

### Tormenta tropical Alma
Una onda tropical se desarrolló al sur de Centroamérica en la última semana de mayo. La onda se desarrolló gradualmente y el 28 de mayo el sistema se convirtió en la primera depresión tropical de la temporada 2008, frente a las costas de Costa Rica. Esta siguió desarrollándose y se convirtió en una tormenta tropical el 29 de mayo. La mañana de ese día, continuó intensificándose rápidamente con vientos de 100 km/h y rachas de 120 km/h alcanzando su máxima intensidad. Alrededor de las 12:00 h PDT, Alma tocó tierra en la costa Noroeste de Nicaragua cerca de León. 
La ciudad de León mantuvo suspendidos los servicios de energía eléctrica y de teléfono mientras la tormenta afectaba el área, árboles fueron derribados y algunas casas perdieron sus techos. Se confirmó la muerte de tres personas, dos en Nicaragua y una en Honduras. Alma también provocó importantes daños en Costa Rica producto de lluvias y deslizamientos. Los remanentes de Alma resurgirían más tarde en el golfo de Honduras y se organizarían el 31 de mayo para formar la tormenta tropical Arthur.

### Huracán Boris
Un área de baja presión se desarrolló lentamente al sudoeste de Centroamérica durante la cuarta semana de junio. El 27 de junio a las 2:00 a. m. PDT (09:00 UTC), después de varios días sobre aguas cálidas al sur de la península de Baja California, un área de baja presión desarrolló suficiente convección organizada siendo designada a depresión tropical. Con aguas cálidas y los bajos vientos de cizalladura, se juzgó que su área local era tendiente a desarrollarse y el ligero refuerzo fue predicho. Después de mantenerse estable durante aproximadamente 48 horas, Boris se intensificó en una tormenta tropical fuerte durante la tarde del 29 de junio, y en huracán el 1 de julio. A las 4:00 p. m. Tiempo del Centro (23:00 h. UTC) de ese mismo día, Boris se debilitó a tormenta tropical. Nuevamente, Boris incrementó su fuerza a huracán el 2 de julio. Durante el 3 de julio, Boris disminuye su fuerza a tormenta tropical y comienza a entrar en un constante estado de debilitamiuento al perpetrar en aguas más frías favoreciendo su disipación al siguiente día.

### Tormenta tropical Cristina
Un área de baja presión se desarrolló a la tormenta tropical Tres-E el 27 de junio al oeste de la Tormenta tropical Boris. Éste se reforzó al siguiente día en la Tormenta tropical Cristina, y permaneció relativamente débil con esa fuerza cuando éste se movió hacia el oeste. Se debilitó a una depresión tropical el 30 de junio al aumentar los vientos de cizalladura. Cristina se disipó al siguiente día.

### Tormenta tropical Douglas
Un área de baja presión se desarrolló en la depresión tropical Cuatro-E a las 10:00 p. m. Tiempo del Centro (05:00 UTC) el 1 de julio. A las 10:00 a. m. Tiempo del Centro (17:00 UTC) del 2 de julio se desarrolló en la Tormenta tropical Douglas. Al siguiente día, Douglas se encontró con vientos de cizalladura y aguas más frías lo que le impidieron tener un mayor desarrollo y se degradó a depresión tropical la noche de ese día, disipándose de manera inmediata cercano a las costas del suroeste mexicano.

### Depresión tropical Cinco-E
A principios de julio, una fuerte onda tropical se desarrolló en el sur de México. Se convirtió en depresión tropical la tarde del 5 de julio. Tocó tierra cerca de Lázaro Cárdenas, Michoacán en las primeras horas del 7 de julio y se disipó dejando afectaciones de consideración en dicho estado con 400 familias sin hogar en Boca de Apiza, municipio de Coahuayana. Un total de 40 familias perdieron sus pertenencias en La Piedad al desbordarse el río Cinco de Oros.

### Huracán Elida
En las últimas horas del 11 de julio, un área de baja presión si situó a cientos de kilómetros hacia el sur del golfo de Tehuantepec y adquirió suficiente convección organizada para ser clasificada en depresión tropical a las 12:00 a. m. Tiempo del Centro (05:00 UTC). Tan solo unas horas después, a las 4:00 a. m. Tiempo del Centro (09:00 UTC), desarrolló la suficiente fuerza para ser designada Tormenta tropical Elida continuando un desplazamiento hacia el oeste. Para las 4:00 a. m. Tiempo del Centro (09:00 UTC) del 14 de julio, Elida se intensificó en huracán categoría 1. Elida continuó al siguiente día con dirección hacia el oeste alejándose de las costas mexicanas. Por la tarde del 16 de julio, Elida se intensificó en categoría 2. El 18 de julio disminuyó su fuerzay se convirtió en una tormenta tropical y se disipó el 19 de julio.

### Huracán Fausto
En las primeras horas del 16 de julio, un área de baja presión se desarrolló a Depresión tropical Seis-E a alrededor de 905 kilómetros al sur de Acapulco, México. En horas de la tarde del mismo día, se intensificó en la Tormenta tropical Fausto. En la mañana del 18 de julio alcanzó la categoría 1 de Huracán y el día 20, la categoría 2 cuando se localizaba al suroeste de la península de Baja California. Posteriormente se debilitó ese mismo día por la tarde en tormenta tropical y se disipó el 22 de julio en aguas más frías.

### Huracán Genevieve
Una fuerte onda tropical fue rastreada en su curso desde Centroamérica (el sistema estuvo apuntó de convertirse en depresión tropical en el suroeste del mar Caribe) en la tercera semana de julio. Emergió hacia el océano Pacífico y se organizó en la Depresión tropical Ocho-E el 21 de julio. Durante la tarde de ese día se intensificó en Tormenta tropical Genevieve. Permaneció como tormenta tropical durante varios días mientras se localizaba en aguas del sudoeste de México. El 25 de julio, se intensificó en Huracán permaneciendo en ese estado hasta las primeras horas del día siguiente que se degradó a tormenta tropical convirtiéndose en bajos remanentes el 27 de julio.

### Huracán Hernan
Un área de baja presión se desplazó en el suroeste de las costas mexicanas del Pacífico y lentamente se desarrolló en una depresión tropical el 6 de agosto, y se intensificó en tormenta tropical ese mismo día. El 8 de agosto se intensificó en Huracán. A las 8:00 a. m. Tiempo del Pacífico del 9 de agosto, Hernan aumentó su intensidad a categoría dos, y tan solo seis horas después se clasificó en categoría tres, convirtiéndose así en el primer huracán mayor de la Temporada de huracanes en el Pacífico de 2008. Hernan se comenzó a debilitar en las últimas horas de ese día, degrandándose a categoría 1 el 10 de agosto. Se convirtió en bajos remanentes el 13 de agosto.

### Tormenta tropical Kika
Un área de disturbio climático en el sureste de Hawái adquirió la suficiente organización para ser clasificada como depresión tropical el 6 de agosto, y se intensificó en una tormenta tropical ese mismo día. Kika es el primer ciclón tropical que se forma en el océano Pacífico Central desde 2006. Se disipó el 11 de agosto.

### Tormenta tropical Iselle
Un área de disturbios en el suroeste de las costas de México se desarrolló en Depresión tropical Diez-E el 13 de agosto. Se convirtió en tormenta tropical la tarde de ese día. Iselle nunca tocó tierra y se disipó el 16 de agosto.

### Tormenta tropical Julio
Una intensa onda tropical se desarrolló el 23 de agosto en la Depresión tropical Once-E a 555 km al sursureste de la punta sur de la península de Baja California en México. La tarde de ese día se convirtió en Tormenta tropical Julio. Tras su paso por la península de Baja California y entrada al mar de Cortés, Julio se debilitó a depresión tropical el 25 de agosto y al siguiente día se disipó.

### Tormenta tropical Karina
Un área de disturbio climático se movió en el este del Pacífico a finales de agosto. Alrededor del mediodía del 2 de septiembre, el sistema, lentamente organizado, se desarrolló a tormenta tropical adoptando el nombre de Karina localizándose a 455 km al suroeste del extremo sur de la península de Baja California, en México. Sin embargo, el sistema no mostró más desarrollo y se debilitó a depresión tropical en horas de la noche de ese mismo día. Karina se disipó al siguiente día por la mañana.

### Tormenta tropical Lowell
Un fuerte sistema de baja presión al sureste del puerto de Manzanillo, México, se intensificó en la Tormenta tropical Lowell la noche del 6 de septiembre, saltó el estado de depresión tropical tras haberse desarrollado rápidamente. Una alerta de tormenta tropical fue emitida para el sur de península de Baja California cuando la tormenta se movía hacia el norte, pero se degradó a depresión tropical el 10 de septiembre, y se disipó al siguiente día. No fueron reportados daños ni víctimas a causa del ciclón tropical. Los remanentes de Lowell continuaron afectando al sursudoeste de Estados Unidos y se unieron con un frente frío propiciando fuertes lluvias a los estados del centro-norte y causando inundaciones significantes que dejaron daños menores en dicho país.

### Huracán Marie
La depresión tropical Catorce-E se formó el 1 de octubre en una amplia área de baja presión hacia el suroeste de la península de Baja California. Más tarde ese mismo día se reforzó en tormenta tropical. Desplazándose a dirección oeste, hacia el 3 de octubre, Marie experimentó un movimiento más lento y se intensificó a huracán. Después de una débil e inusual actividad durante los meses de agosto y septiembre, Marie se convirtió en el sexto huracán de la temporada. Sin embargo, al entrar en interacción con aguas más frías, Marie comenzó a debilitarse finalmente disipándose el 7 de octubre.

### Huracán Norbert
En punto de las 10 p. m. Tiempo del Centro del 3 de octubre, se formó la Depresión tropical Quince-E a 375 km al sur de Acapulco, México. Se intensificó en la Tormenta tropical Norbert durante las últimas horas del 4 de octubre, y se convirtió en huracán dos días después. El 7 de octubre, Norbert se intensificó a categoría 2 y alcanzó la categoría 3 (Huracán Mayor) al día siguiente. Es el segundo Huracán Mayor que se forma en la temporada después del Huracán Hernan.

### Tormenta tropical Odile
La Depresión tropical Dieciséis-E se formó el 8 de octubre de un área baja presión al sur de los bordes costeros de El Salvador, Honduras y Nicaragua. Durante la madrugada del 9 de octubre, se convirtió en tormenta tropical adquiriendo el nombre de Odile.

### Depresión tropical Diecisiete-E
La Depresión Tropical Diecisiete-E se formó el 23 de octubre al suroeste de México. Un área de perturbación tropical situada a unos 600 km de Manzanillo, México, había adquirido suficiente organización como para ser clasificada como Depresión Tropical. Al comienzo se pronosticó una intensificación progresiva, con un pico a dentro de las siguientes 72 horas. Pero la depresión se disipó poco después de transcurridas 24 horas.

### Tormenta tropical Polo
Pasado el mediodía del 2 de noviembre, el Centro Nacional de Huracanes designó a un área de baja presión localizada a 1590 km al sur del extremo sur de la península de Baja California en la Depresión tropical Dieciocho-E. En las primeras horas del día siguiente, la depresión fue rebautizada Tormenta Tropical Polo, alcanzando una presión mínima de 1005 mb. Hacia las últimas horas del día 4, la tormenta degeneró en una vaguada, disipándose.

## Energía Ciclónica Acumulada
| 1    | 19.4   | Norbert            | 10                 | (1.59)             | Kika               |                    |                    |
| 2    | 12.1   | Hernan             | 11                 | 1.41               | Iselle             |                    |                    |
| 3    | 11.5   | Elida              | 12                 | 1.21               | Cristina           |                    |                    |
| 4    | 10.1   | Fausto             | 13                 | 1.18               | Julio              |                    |                    |
| 5    | 7.68   | Boris              | 14                 | 1.13               | Polo               |                    |                    |
| 6    | 5.76   | Genevieve          | 15                 | 0.830              | Alma               |                    |                    |
| 7    | 5.04   | Marie              | 16                 | 0.613              | Douglas            |                    |                    |
| 8    | 2.56   | Odile              | 17                 | 0.245              | Karina             |                    |                    |
| 9    | 2.18   | Lowell             |                    |                    |                    |                    |                    |
| 4.00 | Rachel | Total: 86.9 (1.59) | Total: 86.9 (1.59) | Total: 86.9 (1.59) | Total: 86.9 (1.59) | Total: 86.9 (1.59) | Total: 86.9 (1.59) |

La tabla a la derecha muestra la Energía Ciclónica Acumulada (ACE, por sus siglas en inglés) para cada tormenta en la temporada. El ACE es una medida de la energía del huracán multiplicado por la longitud del tiempo en que existió, las tormentas que hayan pasado de un largo plazo, así como huracanes particularmente fuertes, tienen ECA alta. El ACE se calcula solamente a sistemas tropicales en exceder los 34 nudos (39 mph, 63 kilómetros por hora) o fuerza tropical de la tormenta.
Las figuras en paréntesis señalan las tormentas en el océano Pacífico Central al oeste de 140°W; los demás indican a los pertenecientes al océano Pacífico del este.

## Nombres de ciclones tropicales
Los siguientes nombres serán utilizados para nombrar a los diferentes ciclones tropicales que se formen durante la temporada del año 2008 en el noreste del océano Pacífico. Esta es la misma lista que se utilizó en la temporada del año Temporada de 2002, con excepción de Karina, que sustituyó a Kenna, un nombre Karina se utilizó por primera vez en este año.
| - Alma - Boris - Cristina - Douglas - Elida - Fausto - Genevieve - Hernan | - Iselle - julio - Karina - Lowell - Marie - Norbert - Odile - Polo | - Rachel (Sin usar) - Simon (Sin usar) - Trudy (Sin usar) - Vance (Sin usar) - Winnie (Sin usar) - Xavier (Sin usar) - Yolanda (Sin usar) - Zeke (Sin usar) |

Para el océano Pacífico central, son usadas cuatro listas consecutivas, con los nombres utilizados sucesivamente hasta que se terminan, más que hasta el final del año, debido al bajo número de ciclones tropicales cada año.
| - Kika - Lana (Sin usar) - Maka (Sin usar) |

### Nombres retirados
Debido a los daños que causó en Nicaragua, el nombre de "Alma" fue retirado oficialmente por la Organización Meteorológica Mundial (WMO) el 22 de abril de 2009. Fue reemplazado por "Amanda" en la Temporada del 2014.